# Tilen Finkšt
Tilen Finkšt (ur. 6 lipca 1997) – słoweński kolarz szosowy i torowy.
Finkšt jest medalistą mistrzostw Słowenii w kolarstwie torowym.

## Osiągnięcia

### Kolarstwo szosowe
Opracowano na podstawie:

2015
- 1. miejsce w mistrzostwach Słowenii juniorów (start wspólny)

2019
- 3. miejsce w Croatia-Slovenia

2020
- 3. miejsce w Trofej Poreč

2021
- 3. miejsce w Trofej Poreč

2022
- 2. miejsce w GP Gorenjska
- 3. miejsce w GP Kranj

## Rankingi

### Kolarstwo szosowe
| Rok             | 2018  | 2019  | 2020 | 2021 | 2022 | 2023 | 2024 |
| --------------- | ----- | ----- | ---- | ---- | ---- | ---- | ---- |
| World Ranking   | 2805. | 1532. | 967. | 719. | 455. | 586. | 690. |
| UCI Europe Tour | 1872. | 1022. | 757. | 564. | 361. | -    | -    |
|                 |       |       |      |      |      |      |      |
| Źródło: UCI     |       |       |      |      |      |      |      |